# Albaida (kommun)
Albaida är en kommun i Spanien.   Den ligger i provinsen Província de València och regionen Valencia, i den östra delen av landet, 300 km sydost om huvudstaden Madrid. Antalet invånare är 6 162. Arean är 35 kvadratkilometer. Albaida gränsar till Agullent, Aielo de Malferit, Benissoda, Bufali, Palomar, Agres och Muro del Alcoy. 
Terrängen i Albaida är platt åt nordväst, men åt sydost är den kuperad.